# Arterias conjuntivales posteriores
Las arterias conjuntivales posteriores son arterias que se originan en las arterias palpebrales (laterales y mediales). No presentan ramas.

## Origen y relaciones
La vascularización del ojo tiene una doble procedencia: la red palpebral, formada por las arterias palpebrales, y la red de arterias ciliares anteriores.
La red palpebral tiene dos arcadas superiores, la arcada palpebral periférica y la arcada palpebral marginal, y una arcada marginal inferior. Las dos superiores se anastomosan formando el plexo retrotarsal. Esta red palpebral nutre a la conjuntiva palpebral y a la conjuntiva del fórnix del saco lagrimal, creando las arterias conjuntivales posteriores.
La red de arterias ciliares anteriores, antes de penetrar en el limbo de la córnea, que está a unos 2 mm., da lugar a las arterias conjuntivales anteriores, que vascularizan la conjuntiva bulbar (conjuntiva ocular) hasta alcanzar la conjuntiva bulbar perilímbica o pericorneal (anillo conjuntival). Allí se anastomosan con las ramas de las arterias conjuntivales posteriores para formar una red vascular en empalizada.

## Distribución
Se distribuyen hacia la carúncula lagrimal (eminencia roja en el ángulo interno del ojo) y conjuntiva.